# Proteus (měsíc)
Proteus je druhý největší ze známých měsíců planety Neptun. Byl objeven a zatím prozkoumán jen jednou sondou a to Voyagerem 2 v roce 1989. Je největším z Neptunových měsíců, které byly objeveny po Tritonu a Nereidě. Je pojmenován po Próteovi, mořském bohu z řecké mytologie. Jeho původní označení bylo S/1989 N 1. Patří spolu se Saturnovou družicí Phoebe k nejtmavším tělesům sluneční soustavy. Díky své velikosti (průměr téměř 500 kilometrů) se tak nachází na pomyslném rozhraní, kdy se vlivem gravitace začínají takto velká tělesa hroutit do tvaru koule.